# Autoridades Indígenas de Colombia
El Movimiento de Autoridades Indígenas de Colombia o AICO es un partido político  indígena, reconocida como partido político colombiano el 15 de agosto de 1991. Es el movimiento político social y cultural de las autoridades indígenas de Colombia, que nace de la lucha por la tierra y la defensa de los derechos de los pueblos indígenas y que a partir de la constituyente del 1991 viene participando de la vida política del país. Propone un modelo y funcionamiento desde los principios de la territorialidad, la autonomía, la identidad, la historia propia, la participación, la diversidad e interculturalidad, manifestada en  la sociedad colombiana y las relaciones internacionales de los pueblos indígenas. Su actual único Congresista es el senador por la circunscripción indígena Polivio Leandro Rosales Cadena.

## Historia del CRIC
En 1971 nace el Consejo Regional Indígena del Cauca CRIC, constituido a partir de los cabildos como autoridades propias de los Resguardos Indígenas, para hacer valer los derechos a la tierra, la cultura y la autonomía. En 1978 el Pueblo Misak, realizó la gran asamblea conocida como "Primera Asamblea del pueblo Guambiano", en que reivindicó su autonomía como pueblo, el derecho mayor, propio y originario, así como la Minga, el trabajo comunitario y proclamó el manifiesto "ikpe namui ken ñimmerá" (esto es nuestro y para ustedes también). Decidieron retirarse del CRIC por considerar su estructura como de tipo "gremial, demasiado ajena y poco adaptada a las comunidades y autoridades indígenas".  Conformaron entonces las Autoridades Indígenas del Suroccidente de Colombia, AISO.
Realizaron la primera "Marcha de Autoridades Indígenas" en 1980, bajo la consigna: "Recuperar la tierra para recuperarlo todo: Autoridad, Autonomía y Cultura". Rechazaron la represión contra el movimiento indígena, la violencia y el "Estatuto Indígena" expedido por el gobierno de Julio César Turbay Ayala. En 1983 recuperaron la hacienda Las Mercedes en Silvia (Cauca).
En 1987 realizaron la segunda marcha. Junto con cabildos indígenas pastos y Camsá y autoridades de la Confederación Indígena Tairona, crearon el Movimiento Autoridades indígenas de Colombia" que se pronunció por "la reconstrucción política, económica, social, ecológica y recuperación de los valores culturales propios de los pueblos nativas".

## Historia de AICO
La tradición oral de nuestro Mayores surge en el suroccidente colombiano con la unificación de los pueblos Guambianos y Pastos, en los departamentos de Cauca y Nariño bajo la defensa y concepción del Derecho Mayor, la recuperación de nuestro territorio, la defensa de los títulos adjudicados por la corona denominados (amparos, posesiones, provisiones, real cédula, obedecimientos, decretos, y acuerdos de nuestros resguardos de origen colonial), como título originario de propiedad territorial colectiva.
En 1978 la Organización de Autoridades Indígenas del Sur Occidente Colombiano, AISO, en 1987 hasta la actualidad toma el nombre de Movimiento de Autoridades Indígenas de Colombia AICO, conformado por cabildos y/o Autoridades indígenas de gran parte del territorio colombiano, en 1990, al ser convocada la Asamblea Nacional Constituyente, AICO decide expresarse como movimiento de carácter social y político. Logrando así participación en las decisiones de nuestra Nación".

## Participación política
En 1990, al ser convocada la Asamblea Constituyente, AICO decidió expresarse como movimiento político y lanzar una lista propia que logró la elección de Lorenzo Muelas Fue elegido a la Asamblea Constituyente de 1991, con 20.083 votos. su destacada actuación durante las sesiones de la Asamblea en 1991 le permitió ser electo senador 1994 con 27000 votos. Luego ha participado en elecciones al Congreso de la República, se logra una hazaña el cauca elegir al primer gobernador Indígena del país en elección popular a Floro Tunubalá. elegimos en períodos pasados como senadores Taita Martin Efraín Tengana Narvaez y a Efrén Felix Tarapués, a los representantes a la cámara Narciso Jamioy Muchaviso y Lorenzo Almendra. Senador electo 2006 Ramiro Estacio, German Carlosama actualmente Bitervo Palchunca actual senador dirigente del pueblo indígena de los pastos.

## Resultados Electorales
|  | 6.99 % |

|  | 11.88 % |

|  | 18.10 % |